# Stefan Hedlund (nationalekonom)

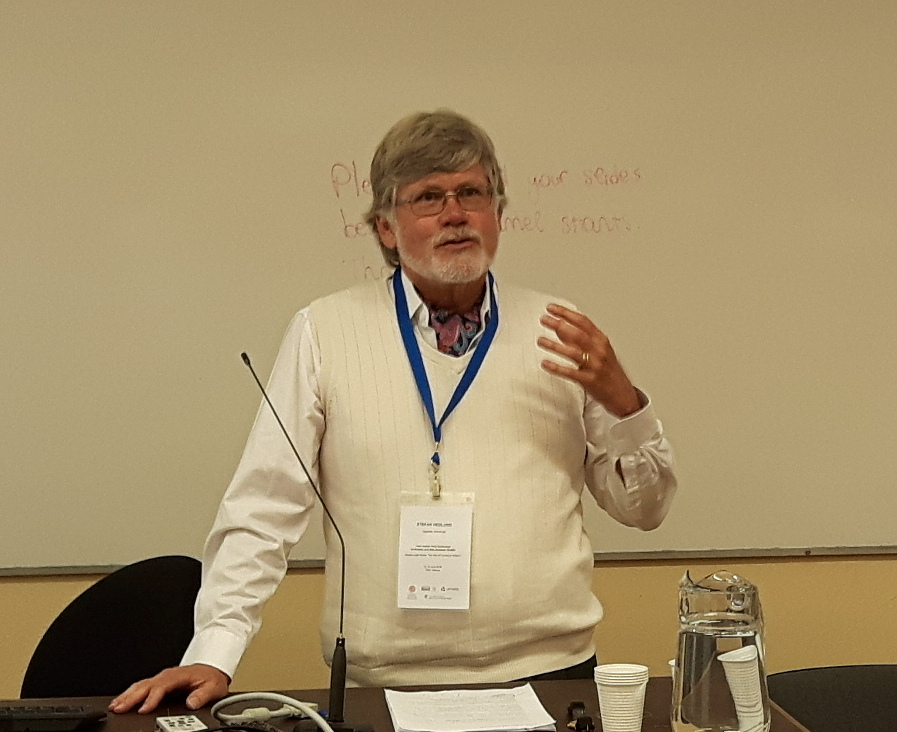
Stefan Hedlund

Stefan Peter Hedlund, född 20 december 1953, är en svensk nationalekonom och är sedan 1990 professor i öststatsforskning vid Uppsala universitet. Hans publikationer har främst handlat om det sovjetiska och det ryska ekonomiska systemet, de ryska ekonomiska reformerna och om övergången till demokrati och marknadsekonomi.
Stefan Hedlund är sedan 2010 aktiv forskare vid Uppsala Centrum för Rysslandsstudier. Han kommenterar regelbundet händelser och utvecklingen i Ryssland och Östeuropa, bland annat via Liechtenstein-baserade Geopolitical Intelligence Services.
Stefan Hedlund är hedersmedlem i organisationen Upplysning om kommunismen.
Inför första årsdagen av Viktor Janukovytjs flykt från Kiev undan Euromajdan-demonstrationerna skrev han i februari 2015 en debattartikel, "Så har västvärlden svikit Ukraina", i vilken han menade att västeuropeiska ledare och institutioner agerat på ett sätt som bidragit till att eskalera den pågående konflikten mellan Ryssland och Ukraina.